# Brdská oblast
Koordinaten: 50° 0′ 0″ N, 14° 0′ 0″ O

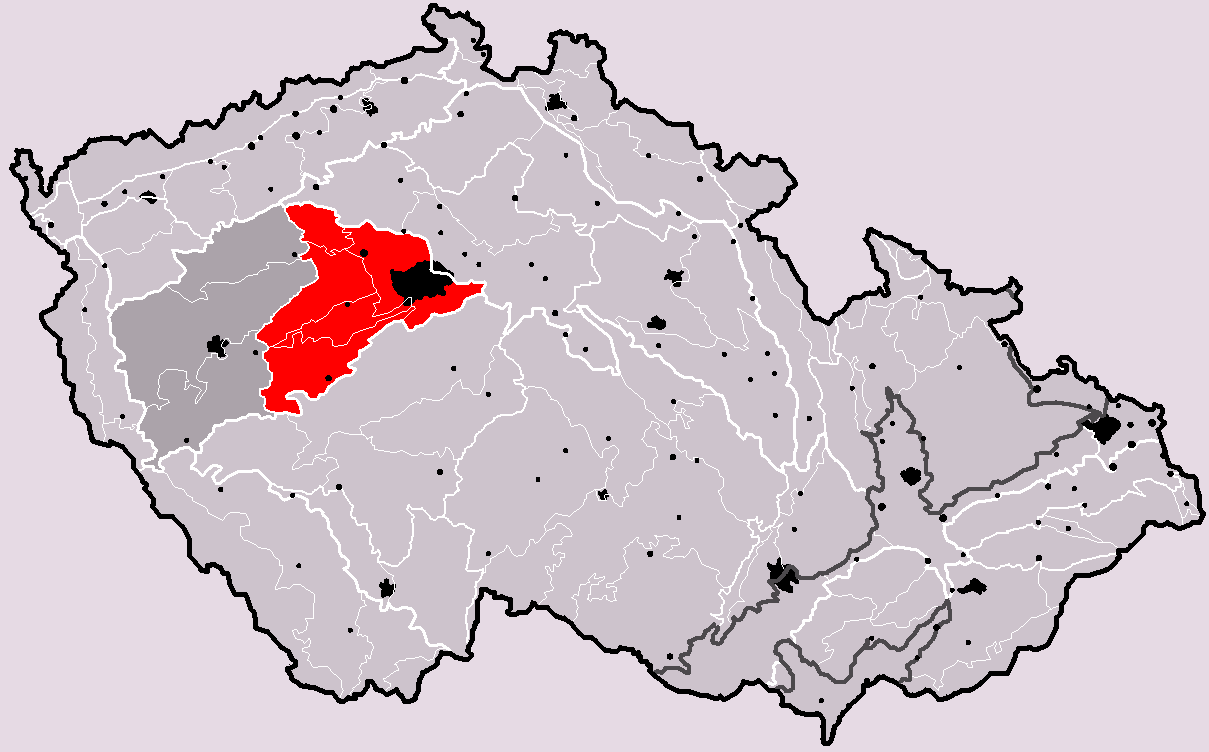
Brdská oblast innerhalb der
Geomorphologischen Einteilung Tschechiens

Brdská oblast oder Brdská podsoustava (deutsch: Brdy-Gebiet, bzw. Brdy-Subsystem) ist eine geomorphologische Einheit im mittleren und westlichen Böhmen in Tschechien. Es umfasst u. a. die Städte Prag, Kladno, Beroun und Slaný.
Das Gebiet ist Teil der Poberounská subprovincie (Berounka-Subprovinz) und wird eingeteilt in
- Džbán (Krugwald),
- Pražská plošina (Prager Hochfläche),
- Křivoklátská vrchovina (Pürglitzer Bergland),
- Hořovická pahorkatina (Horschowitzer Hochland),
- Brdská vrchovina (Brdywald/Kammwald).

Charakterisiert ist die Region durch meist bewaldete Hügelländer. Höchster Gipfel ist der 865 m hohe Tok im Brdy-Gebirge.